# R/K-strategie
De theorie van r/K-strategie gaat over het voordeel dat combinaties van bepaalde erfelijke kenmerken hebben op de kwaliteit en de hoeveelheid nakomelingen van een organisme in een bepaald milieu. De terminologie (r/K-strategie) werd bedacht door de ecologen Robert H. MacArthur en  E.O. Wilson op basis van hun werk aan eilandbiogeografie.

## K-strategie of draagkrachtstrategen
K-strategen zijn soorten die de dichtheid (aantal dieren) voortdurend dicht bij de draagkracht van het terrein houden, waarbij ze optimaal gebruikmaken van voedsel en ruimte waardoor uitsterven zoveel mogelijk wordt voorkomen. Er worden weinig nakomelingen geproduceerd, maar deze hebben wel een hoge overlevingskans.
Voorbeelden hiervan zijn meestal grote dieren met weinig nakomelingen zoals olifanten, mensen, maar ook roofdieren zoals haaien, jachtluipaarden en gieren en condors.

## r-strategen
r-strategen zijn soorten die door hoge reproductie de dichtheid (aantal dieren) snel kunnen laten groeien, waarbij ze maximaal gebruikmaken van voedsel en ruimte om uitsterven te voorkomen. Er worden zeer veel nakomelingen geproduceerd met een betrekkelijk lage overlevingskans.
Voorbeelden hiervan zijn meestal kleine dieren met veel nakomelingen zoals insecten maar ook vissen zoals haring. Ook plantensoorten waarmee een ruderaal terrein snel begroeid raakt, vormen een voorbeeld van r-strategen.

## De theorie
De door Robert H. MacArthur en  E.O. Wilson opgestelde theorie gaat over het voordeel dat combinaties van bepaalde erfelijke kenmerken hebben op de kwaliteit en de hoeveelheid nakomelingen in een bepaald milieu. Door natuurlijke selectie zijn er twee richtingen mogelijk waarin een populatie zich kan ontwikkelen. Bij de r-strategie ligt het accent op snelle groei en veel nakomelingen, bij de K-strategie ligt de nadruk op de draagkracht van het milieu. Deze termen, r en K, zijn afgeleid uit een eenvoudig wiskundig model voor de groeisnelheid van de populatie:
{\displaystyle {\frac {\mathrm {d} N}{\mathrm {d} t}}=rN\left(1-{\frac {N}{K}}\right)}
Hierin is 
{\displaystyle {\frac {\mathrm {d} N}{\mathrm {d} t}}} (de afgeleide van de populatiegrootte tegen de tijd) is de groeisnelheid van de populatie,
{\displaystyle r} de groeisnelheid van de populatie,
{\displaystyle N} het aantal organismen en
{\displaystyle K} (de draagkrachtparameter) staat voor het aantal individuen dat maximaal aanwezig kan zijn in het milieu waarin de populatie zich bevindt.
Organismen die weinig nakomelingen hebben en daarmee voortdurend rekening houden met de draagkracht van het milieu, noemt men daarom K-strategen of draagkrachtstrategen. Omdat r de parameter voor groeisnelheid is, noemt men organismen met veel nakomelingen r-strategen.  